# Weyer (Oberösterreich)
Weyer ist eine Marktgemeinde mit 4028 Einwohnern (Stand 1. Jänner 2024) in Oberösterreich im Bezirk Steyr-Land im Traunviertel. Der 1897 von Weyer-Markt abgespaltene ländliche Teil Weyer-Land wurde per 1. Jänner 2007 wieder mit Weyer-Markt zu einer einzigen Gemeinde vereint.

## Geografie
Die Ausdehnung beträgt von Nord nach Süd 21,4 km, von West nach Ost 22,6 km. Die Fläche der Gemeinde beträgt 223,80 km². Weyer-Markt war 4 km² groß und Weyer-Land 219 km².

### Gemeindegliederung
Ortsteile der Gemeinde waren bis 2007 Obsweyer und Weyer, wobei fast die gesamte Bevölkerung im Ortsteil Weyer konzentriert war. Per 1. Jänner 2007 kamen die Ortsteile des eingemeindeten Weyer-Land hinzu: Anger, Au, Frenz, Kleinreifling, Küpfern, Mühlein, Nach der Enns, Oberlaussa, Pichl, Rapoldeck, Unterlaussa und Weißwasser.
Das Gemeindegebiet umfasst folgende drei Ortschaften (in Klammern Einwohnerzahl Stand 1. Jänner 2024):
- Kleinreifling (688)
- Unterlaussa (181)
- Weyer (3159)

Die Gemeinde besteht aus den sechs Katastralgemeinden Anger, Kleinreifling, Laussa, Nach der Enns, Pichl und Weyer.
Die Gemeinde gehört seit 2014 zum Gerichtsbezirk Steyr.

### Nachbargemeinden
- Im Norden grenzt Weyer an die ebenfalls zum Bezirk Steyr-Land gehörenden Gemeinden Gaflenz, Großraming und Reichraming.
- Im Osten grenzt Weyer an Hollenstein an der Ybbs im Bezirk Amstetten (AM; Niederösterreich).
- Die südlichen Nachbarn sind Altenmarkt bei Sankt Gallen und St. Gallen im Bezirk Liezen (LI; Steiermark).
- Im Westen grenzt Weyer an Rosenau am Hengstpaß im Bezirk Kirchdorf (KI).

| Großraming                            |                                             | Gaflenz                      |
| Reichraming Rosenau am Hengstpaß (KI) | Kompassrose, die auf Nachbargemeinden zeigt | Hollenstein an der Ybbs (AM) |
| St. Gallen (LI)                       | Altenmarkt bei Sankt Gallen (LI)            |                              |

### Klima
|                        | Jan  | Feb  | Mär  | Apr  | Mai  | Jun  | Jul  | Aug  | Sep  | Okt  | Nov  | Dez  |   |      |
| Mittl. Temperatur (°C) | −1,9 | −0,3 | 3,7  | 8,1  | 13,3 | 16,2 | 18,0 | 17,7 | 13,4 | 8,9  | 3,4  | −0,6 | ⌀ | 8,4  |
| Mittl. Tagesmax. (°C)  | 3,0  | 5,5  | 10,0 | 15,2 | 20,3 | 22,8 | 25,0 | 24,9 | 20,2 | 15,7 | 8,3  | 3,6  | ⌀ | 14,6 |
| Mittl. Tagesmin. (°C)  | −5,5 | −4,2 | −0,6 | 2,8  | 7,4  | 10,7 | 12,4 | 12,5 | 9,1  | 4,7  | 0,1  | −3,9 | ⌀ | 3,8  |
|                        |      |      |      |      |      |      |      |      |      |      |      |      |   |      |
| Niederschlag (mm)      | 101  | 89   | 128  | 98   | 129  | 153  | 163  | 148  | 137  | 89   | 104  | 112  | Σ | 1451 |
|                        |      |      |      |      |      |      |      |      |      |      |      |      |   |      |
| Luftfeuchtigkeit (%)   | 67,8 | 58,7 | 54,2 | 47,6 | 48,5 | 52,6 | 50,1 | 52,2 | 56,0 | 56,9 | 67,3 | 73,0 | ⌀ | 57,1 |

| −5,5 |

| −4,2 |

| −0,6 |

| 2,8 |

| 7,4 |

| 10,7 |

| 12,4 |

| 12,5 |

| 9,1 |

| 4,7 |

| 0,1 |

| −3,9 |

| −5,5 |

| −4,2 |

| −0,6 |

| 2,8 |

| 7,4 |

| 10,7 |

| 12,4 |

| 12,5 |

| 9,1 |

| 4,7 |

| 0,1 |

| −3,9 |

## Geschichte
Der Ort wird im Jahr 1259 in lateinischer Übersetzung „ad Piscinam“ und 1371 erstmals als Weyer urkundlich erwähnt.
Ursprünglich im Ostteil des Herzogtum Bayern liegend, gehörte der Ort seit dem 12. Jahrhundert zum Herzogtum Österreich. Seit 1490 wird er dem Fürstentum Österreich ob der Enns zugerechnet. Während der Napoleonischen Kriege war der Ort mehrfach besetzt.
1897 strebte die Landbevölkerung Weyers eine Abtrennung vom Zentrum der Gemeinde an, da sie eine Benachteiligung durch die Eisenindustrie befürchtete. Der überwiegende, 219 Quadratkilometer große Teil der Gemeinde war fortan als Weyer-Land eine selbstständige Gemeinde. Weyer selbst bestand nun nur noch aus dem vier Quadratkilometer großen Ortszentrum und hieß fortan zur Unterscheidung Weyer-Markt.
| Einwohnerentwicklung Quelle: Statistik Austria | Einwohnerentwicklung Quelle: Statistik Austria | Einwohnerentwicklung Quelle: Statistik Austria |
|                                                | Weyer                                          | Weyer                                          |
| Jahr                                           | -Markt                                         | -Land                                          |
| ---------------------------------------------- | ---------------------------------------------- | ---------------------------------------------- |
| 1869                                           | 4.313                                          | 4.313                                          |
| 1880                                           | 4.459                                          | 4.459                                          |
| 1890                                           | 4.713                                          | 4.713                                          |
| 1900                                           | 1.793                                          | 3.178                                          |
| 1910                                           | 2.027                                          | 3.314                                          |
| 1923                                           | 2.065                                          | 3.503                                          |
| 1934                                           | 2.212                                          | 3.113                                          |
| 1939                                           | 2.146                                          | 3.024                                          |
| 1951                                           | 2.512                                          | 3.481                                          |
| 1961                                           | 2.367                                          | 3.094                                          |
| 1971                                           | 2.518                                          | 2.569                                          |
| 1981                                           | 2.503                                          | 2.262                                          |
| 1991                                           | 2.324                                          | 2.397                                          |
| 2001                                           | 2.354                                          | 2.362                                          |
| 2005                                           | 2.264                                          | 2.326                                          |
| 2007                                           | 4.590 (Gebietsstand 2007)                      | 4.590 (Gebietsstand 2007)                      |
| 2009                                           | 4.378                                          | 4.378                                          |
| 2011                                           | 4.226                                          | 4.226                                          |
| 2014                                           | 4.163                                          | 4.163                                          |
| 2021                                           | 4.068                                          | 4.068                                          |

Seit 1918 gehört der Ort zum Bundesland Oberösterreich. Nach dem Anschluss Österreichs an das Deutsche Reich am 13. März 1938 gehörte der Ort zum Gau Oberdonau. Ab 1941 wurden Kriegsgefangene in einem Barackenlager untergebracht und für Bauarbeiten entlang der Enns eingesetzt. Von Juli 1943 bis 29. August 1944 bestand im Gemeindegebiet von Weyer (damals: Weyer-Land) das Lager Diepoldsau, ein Außenlager des KZ Mauthausen bzw. ein Nebenlager des Lagers Großraming. Etwa 130 Häftlinge wurden hier beim Bau des Enns-Staudammes eingesetzt. Im Frühjahr 1945 wurden tausende ungarische und jüdische Zwangsarbeiter in mehreren Kolonnen durch das Ennstal getrieben, viele Menschen kamen auf dem Gemeindegebiet beim Todesmarsch um.
Im April und Mai 1945 war der so genannte Auffangstab Weyer tätig, der nach vermutlichen Deserteuren fahndete. Diese wurden verhaftet und – wenn für schuldig befunden – an zwei Stellen in Weyer erschossen. Zwei Gedenkstätten in Weyer erinnern daran. 1945 erfolgte die Wiederherstellung Oberösterreichs.
Am 8. Juni 1966 kam es bei der Kastenreith-Brücke zu einem Unfall, bei dem mehrere Arbeiter zu Tode kamen.
Im November 2005 fand eine Befragung der Einwohner von Weyer-Markt und Weyer-Land über eine Zusammenlegung der beiden Gemeinden statt, wobei 87 % Zustimmung erreicht werden konnten. Dass 13 % gegen eine Zusammenlegung gestimmt haben, ist durch befürchtete Benachteiligungen zu erklären. So konnte im Ortsteil Kleinreifling nur 57 % Zustimmung erreicht werden, da eine Schließung der dort befindlichen Volksschule befürchtet wird. Die Zusammenlegung der beiden Gemeinden, die von den Politikern beider Gemeinden tatkräftig unterstützt und vorbereitet wurde, wurde mit 1. Jänner 2007 rechtswirksam. Die beiden Bürgermeister traten von ihren Ämtern zurück und übergaben die Gemeindeführung an den Regierungskommissär Johann Singer. Neuwahlen wurden für den 15. April 2007 ausgeschrieben.

## Kultur und Sehenswürdigkeiten

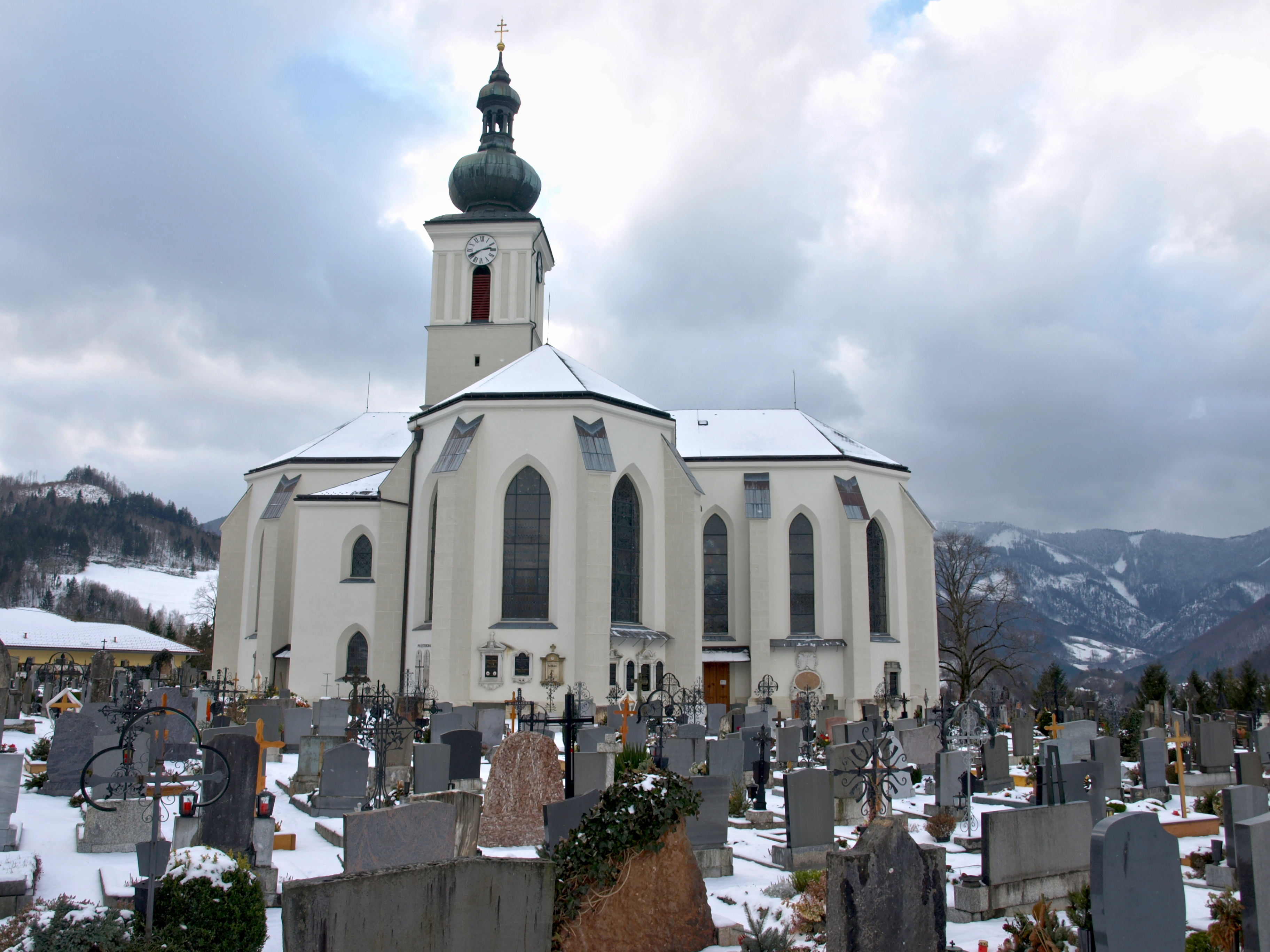
Pfarrkirche Weyer an der Enns

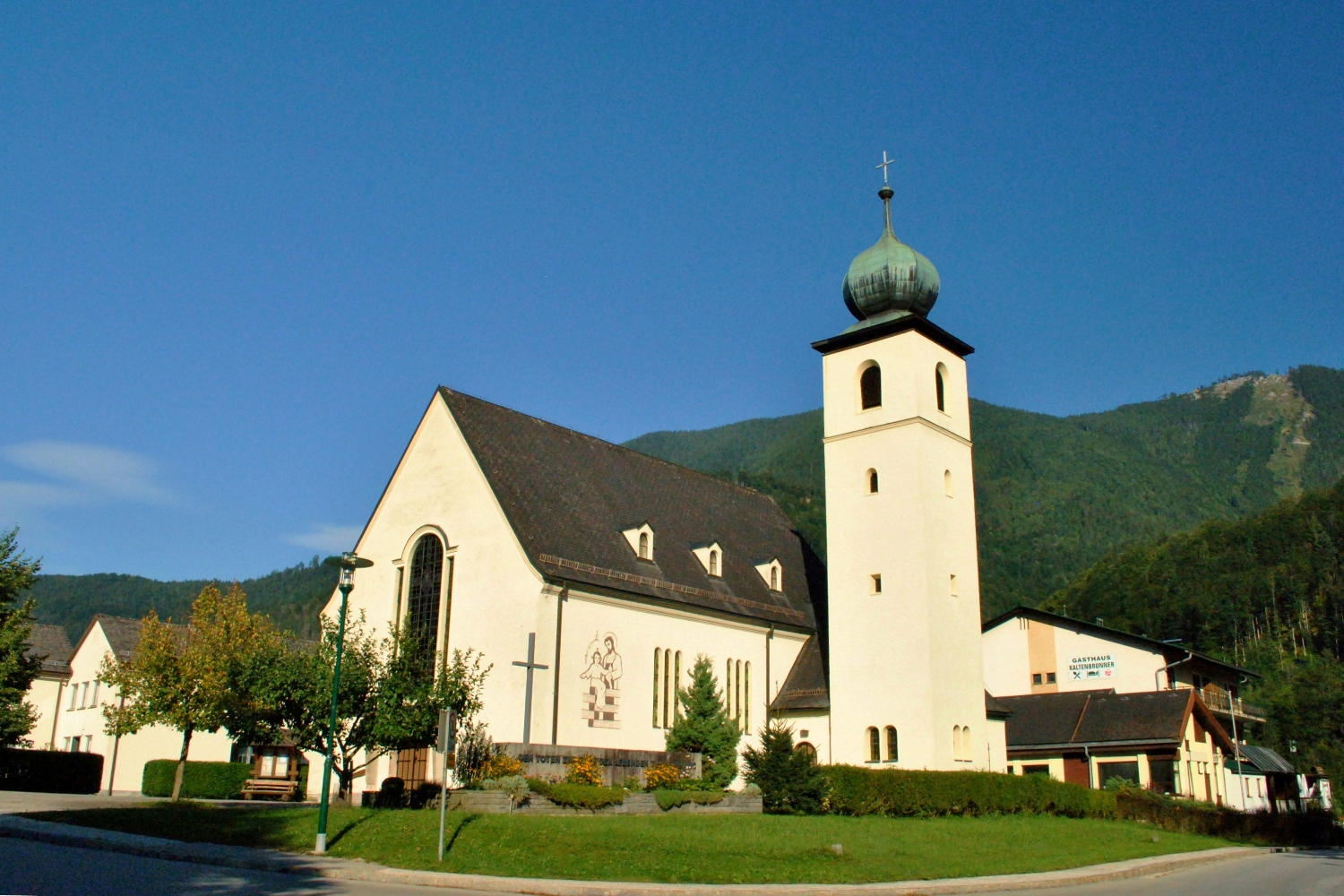
Pfarrkirche Kleinreifling

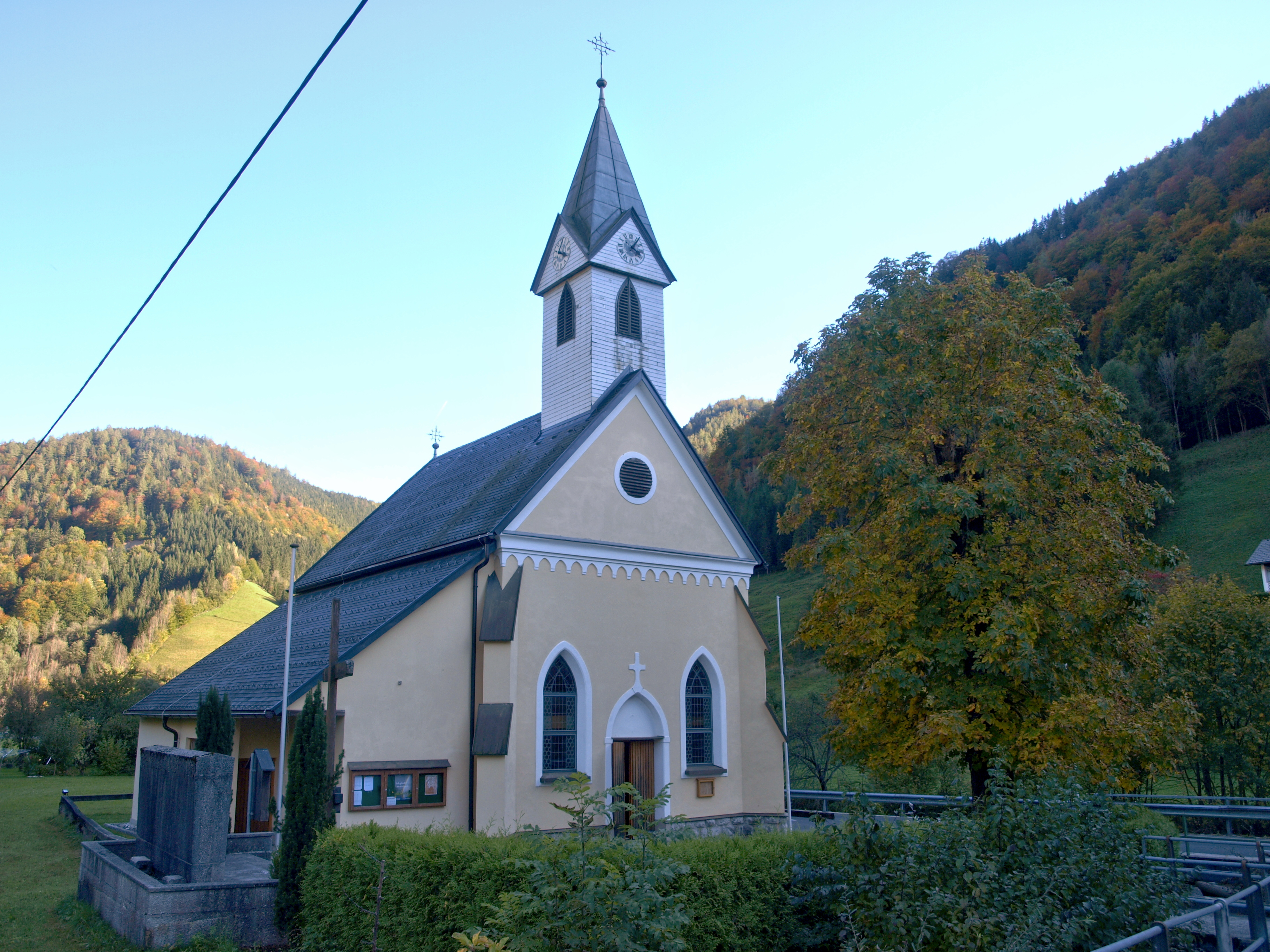
Pfarrkirche Unterlaussa

- Innerberger Stadel von 1654 am Unteren Markt 42
- Egerer Schlössl
- Pfarrkirche Weyer an der Enns
- Pfarrkirche Kleinreifling
- Pfarrkirche Unterlaussa
- Prevenhuberhaus am Marktplatz 6[10]
- Bergbaumuseum Knappenhaus Unterlaussa[11]
- Katzensteiner Mühle
- Schiffmeisterhaus Küpfern[12]

### Regelmäßige Veranstaltungen
- Seewiesenfest: Wird seit 1991 vom Kulturverein FRIKULUM (Unabhängige Initiative für Friede, Kultur & Umwelt) veranstaltet und findet im Ortsteil Kleinreifling statt. Die Kooperation mit dem Radiosender FM4 brachte u. a. Deichkind und Wir sind Helden als Gäste.[13]
- Der Powerman: Ein internationaler Duathlon findet jährlich gemeinsam mit den Orten Großraming und seit 2009 auch mit Maria Neustift statt. Er ist einer der sportlichen Höhepunkte im Ennstal und wird auch von Duathlon-Profisportlern besucht.
- Turnerball: Jeweils am 5. Jänner in der großen Turnhalle.
- Marktfest: Findet jeweils am 1. Wochenende im Juli am Weyrer Marktplatz statt.
- Haflingermarkt Weyer[14]
- Christbaumsetzen: Findet jährlich Mitte Dezember in Kastenreith beim Ennsmuseum statt. Dabei wird ein Christbaum gesegnet und die Mitglieder des Tauchsportvereines Eisenwurzen schwimmen mit diesem, durch Fackeln beleuchtet, die Enns hinunter.
- Weyrer Ortslauf
- „Weyer Seminar“ der UHS Oberösterreich im Jutel Weyer

## Wirtschaft und Infrastruktur

### Wirtschaftssektoren
Im Jahr 2010 gab es gleich viele landwirtschaftliche Haupt- und Nebenerwerbsbetriebe, wobei die Nebenerwerbsbetriebe nur sieben Prozent der Flächen bewirtschafteten. Fast sechzig Prozent bearbeiteten die sieben Betriebe, die von juristischen Personen oder Personengemeinschaften geleitet wurden. Der größte Arbeitgeber des Produktionssektors war die Bauwirtschaft mit 125 Arbeitnehmern. Beinahe 500 Menschen waren in sozialen und öffentlichen Diensten tätig (Stand 2011).
| Wirtschaftssektor            | Anzahl Betriebe | Anzahl Betriebe | Erwerbstätige | Erwerbstätige |
| Wirtschaftssektor            | 2011            | 2001            | 2011          | 2001          |
| ---------------------------- | --------------- | --------------- | ------------- | ------------- |
| Land- und Forstwirtschaft 1) | 109             | 138             | 114           | 132           |
| Produktion                   | 045             | 043             | 203           | 293           |
| Dienstleistung               | 222             | 170             | 922           | 950           |

1) Betriebe mit Fläche in den Jahren 2010 und 1999

### Verkehr
Der Bahnhof Weyer liegt an einem Teil der Rudolfsbahn.

## Politik
Der Gemeinderat hat 25 Mitglieder.

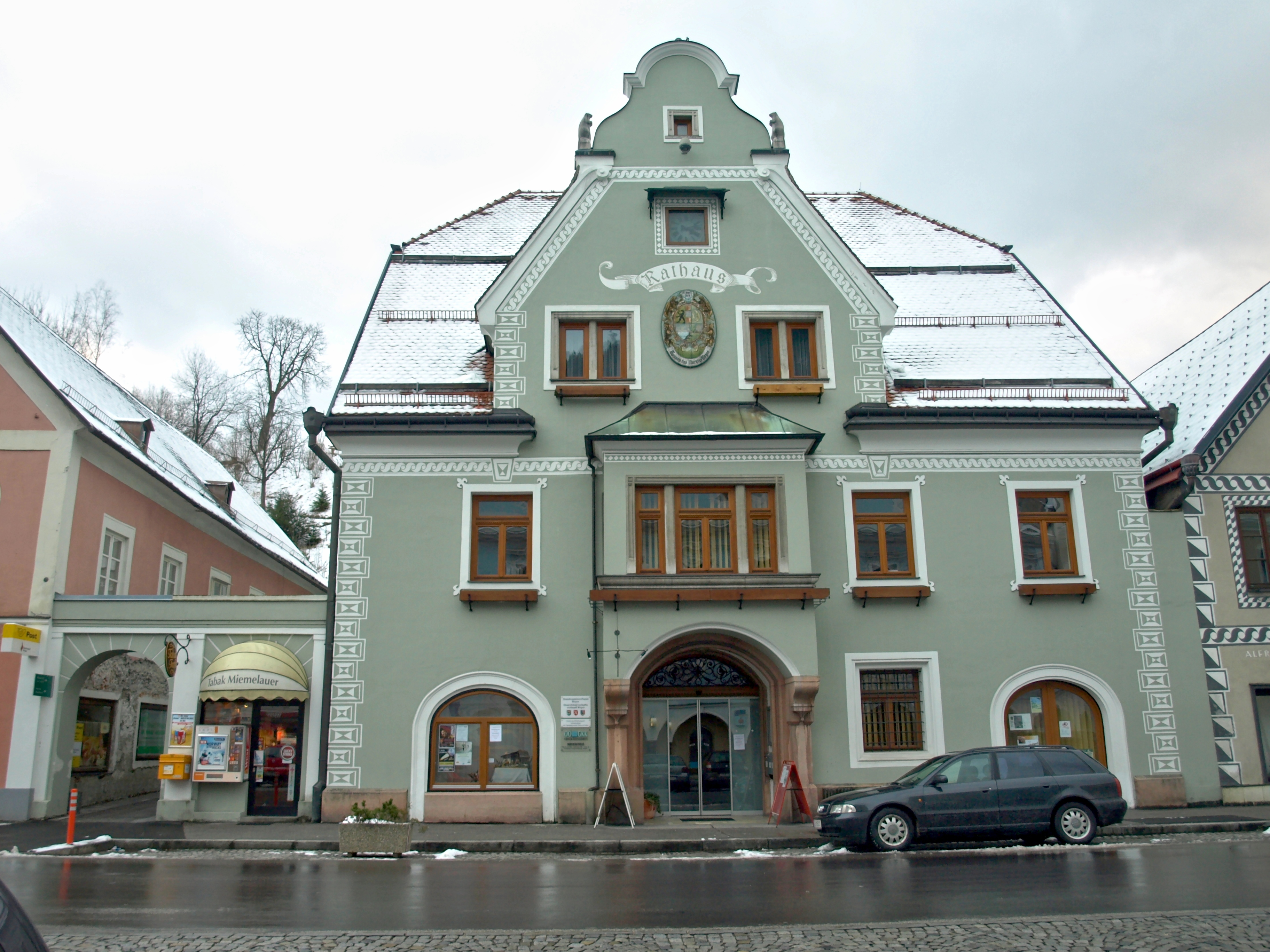
Rathaus

- Mit den Gemeinderats- und Bürgermeisterwahlen in Oberösterreich 2003 hatte der Gemeinderat folgende Verteilung: 16 SPÖ, 10 ÖVP und 5 WBL. (31 Mandate)
- Mit den Gemeinderats- und Bürgermeisterwahlen in Oberösterreich 2009 hatte der Gemeinderat folgende Verteilung: 14 SPÖ, 8 ÖVP, 7 WBL und 2 FPÖ. (31 Mandate)
- Mit den Gemeinderats- und Bürgermeisterwahlen in Oberösterreich 2015 hatte der Gemeinderat folgende Verteilung: 9 SPÖ, 6 ÖVP, 5 FPÖ und 5 WBL. (25 Mandate)
- Mit den Gemeinderats- und Bürgermeisterwahlen in Oberösterreich 2021 hat der Gemeinderat folgende Verteilung: 10 SPÖ, 7 ÖVP, 5 WBL und 3 FPÖ. (25 Mandate)[18][19]

### Bürgermeister
- (1997–2007 von Weyer-Markt) seit 2007 Gerhard Klaffner (SPÖ)

### Wappen
Die Marktgemeinde Weyer führt als Gemeindewappen die Wappen der ehemaligen Gemeinden Weyer-Markt und Weyer-Land nebeneinander angeordnet.

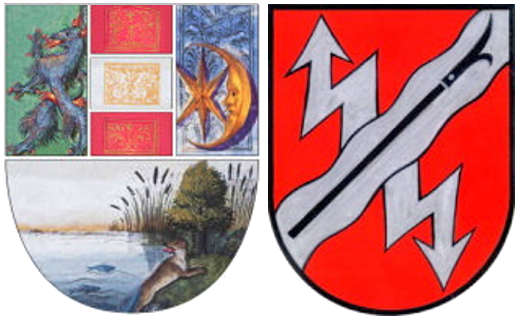

Weyer-Markt (links):
„Zweimal halbgespalten und geteilt;
oben 1: in Grün ein silberner, rot bewehrter, flammenspeiender, aufgerichteter Panther;
2: in Rot ein silberner Balken;
3: in Blau eine goldene, zugekehrte, gesichtete Mondsichel, in der Höhlung begleitet von einem goldenen Stern. Unten ein natürlicher (grünfarbiger) Teich, darin drei silberne, linkshin schwimmende Fische, begrenzt von einer vom linken Schildrand ausgehenden, grünen Wiese, darauf ein aus dem Wasser kommender, naturfarbener (brauner), widersehender Biber mit rot ausgeschlagener Zunge sowie ein in den blauen Himmel ragender und an die Teilungslinie stoßender, grüner Laubbaum; im Hintergrund grüne Hügel und (braunes) Schilfrohr.“
Das Marktwappen wurde 1564 von Kaiser Ferdinand I. verliehen. Der obere Teil zeigt die Elemente des vereinigten Kloster- und Konventswappens des Stiftes Garsten, zu dem Weyer ursprünglich gehörte. Der untere Teil bezieht sich auf eine Sage zum Namen und zur Entstehung des Ortes: Demnach befand sich einst an der Stelle des Marktes ein vom Gaflenzbach gebildeter, fischreicher Weiher. Der eine Talsperre gegen die Enns bildende Damm wurde von Bibern durchwühlt und schließlich vom Bach durchbrochen, wodurch der Talgrund trockengelegt wurde.
Weyer-Land (rechts):
„In Rot ein silberner, schräglinker Wellenbalken, belegt mit einem schwarzen Flößerhaken; oben und unten aus dem Wellenbalken hervorgehend je ein silberner, nach außen zuckender Blitz.“
Das 1970 verliehene Wappen symbolisiert mit dem Wellenbalken die auf mehr als 20 km Länge durch das Gemeindegebiet fließende Enns und die damit verbundene frühere und heutige Nutzung. Der Flößerhaken steht für die einst bedeutende Flößerei und die Blitze als Symbole der Elektrizität für die beiden in der Gemeinde gelegenen Wasserkraftwerke Weyer und Schönau.
Die Gemeindefarben sind Weiß-Grün.

## Persönlichkeiten

### Söhne und Töchter der Gemeinde
- Johann Manschgo (1800–1867), Porträt- und Genremaler
- Hermann von Widerhofer (1832–1901), Kinderarzt
- Karl Heimpl (1857–1932), Bauer, Politiker und Abgeordneter zum Landtag
- Hans Sperl (1861–1959), Rechtswissenschaftler
- August Heuberger (1873–1960), Ökonomiebesitzer und Mitglied des Nationalrates
- Adolf Reitmaier (1895–1963), Parteisekretär, Politiker und Abgeordneter zum Landtag von Niederösterreich
- Erwin Komenda (1904–1966), Autodesigner
- Rudi Schneider (* 27. Juli 1908 in Braunau am Inn, Österreich-Ungarn; † 28. April 1957 in Weyer) wurde so wie sein Bruder Willi (1903–1971) durch seine angeblichen übersinnlichen, medialen Fähigkeiten bekannt. Der Vater der Schneider-Brüder (Josef) war Schriftsetzer.
- Josef Lenzenweger (1916–1999), Kirchenhistoriker
- Hubert Huber (1924–2012), Politiker, Bürgermeister und Abgeordneter
- Josef Larch (1930–2011), Extrembergsteiger
- Rolf Walter (1941–1985), Bergsteiger und Segler
- Alois Lindenbauer (* 1947), Bildhauer
- Gerhard Klausberger (* 1950), HAK-Direktor, Literaturförderer und Politiker
- Siegfried Anzinger (* 1953), Künstler
- Konrad Neubauer (* 1953), Fotograf und Mitbegründer Prevenhuberhaus
- Susanne Schaefer-Wiery (* 1960), Kunst- und Literaturwissenschaftlerin und Politikerin
- Barbara Sadleder (* 1967), Skirennläuferin
- Melanie Klaffner (* 1990), Tennisprofi
- Barbara Haas (* 1996), Tennisprofi

### Mit der Gemeinde verbunden
- Hermann Baumann (1866–1940), Landwirt und Abgeordneter im Oberösterreichischen Landtag